# Can Reig (Cornellà del Terri)
Can Reig és una masia gòtica de Cornellà del Terri (Pla de l'Estany) inclosa a l'Inventari del Patrimoni Arquitectònic de Catalunya.

## Descripció
Antiga construcció de planta irregular, deguda a successives ampliacions. Es desenvolupa en planta baixa i pis, amb coberta de teula àrab sobre bigues de fusta i solera de rajol. Presenta parets portants de pedra irregular, a les façanes barrejada amb carreus, els quals són d'importants dimensions a les cantonades. A la façana sud-oest hi ha dues interessants finestres. La del costat esquerre és una finestra d'estil gòtic amb brancals de carreus, llinda d'arc conopial i arabescos i motius florals que descansa sobre impostes ornades amb roses. Presenta guardapols de pedra motllurada amb el suport representant una cara humana i l'ampit és de pedra motllurada ornat amb una forma d'escut a la part central. La de la dreta és d'un senzill estil renaixentista. Presenta brancals i llinda de pedra motllurada i guardapols motllurat amb suports representant figures humanes. En una façana interior hi ha una petita finestra gòtica amb arquets trilobats.

## Història
Aquesta antiga masia ha sofert ampliacions al llarg del temps, com ho demostren els diferents estils que presenten alguns dels seus elements arquitectònics, com ara les finestres.
Segons Corominas i Marqués, es conserven documents dels segles xiii i XIV que fan referència a aquesta casa.